# Caldas de Reyes
Caldas de Reyes (en gallego y oficialmente Caldas de Reis) es un municipio español de la provincia de Pontevedra, en Galicia.

## Toponimia
En español «Caldas de Reyes». En gallego y oficialmente «Caldas de Reis»
Igual que sucedió con otros muchos núcleos, su topónimo fue variando a lo largo de los tiempos:
- Aquis Celenis o Aquae Celenae fue el que le dieron los romanos y el primero del que se tiene constancia. Aparece en el Itinerario de Antonino del siglo III d. C. nombrada como una mansio de la vía romana XIX.[6][7] En su nombre, que significa aguas de los Cilenos, se hace clara referencia al pueblo galaico que habitaba la zona y a las aguas termales, que los romanos tanto apreciaban.
- Kalidas es el nombre con el que aparece nombrada a principios del siglo XI, en dos documentos relacionados con el rey Alfonso V: uno de ellos un privilegio del año 1019[8] y el otro una carta fechada en 1025.[9] Permanece la mención a las aguas termales pero ya desaparece la referencia a los Cilenos.
- Terra Termarum, así aparece nombrada en una bula del papa Pascual II, fechada en el año 1110 (siglo XII). Se cree que en esta ocasión el término englobaba tanto las tierras de Caldas como las de su vecina Cuntis.[10]
- Caldas de Rex es el nombre con el que comienza a aparecer en documentos de principios del siglo XIII (1214).[11] Este nuevo topónimo se debe a que en el año 1105 (siglo XII), se produce en el lugar el nacimiento del futuro rey Alfonso VII “el Emperador”, un hecho de tal relevancia que conllevó el cambio de nombre en honor de tan ilustre personaje.
- Caldas de Reyes, esta será su denominación definitiva en castellano. Se tiene constancia de que fue usada por primera vez en documentación escrita, en el fuero que le fue concedido a la villa por el arzobispo Juan Arias, en el año 1254 (siglo XIII).[8]
- Caldas de Reis, este es el nombre oficial (en gallego) tanto de la villa como del ayuntamiento, desde la aprobación en el año 1983 de la Lei de Normalización Lingüística (Lei 3/83).[12]

## Situación geográfica

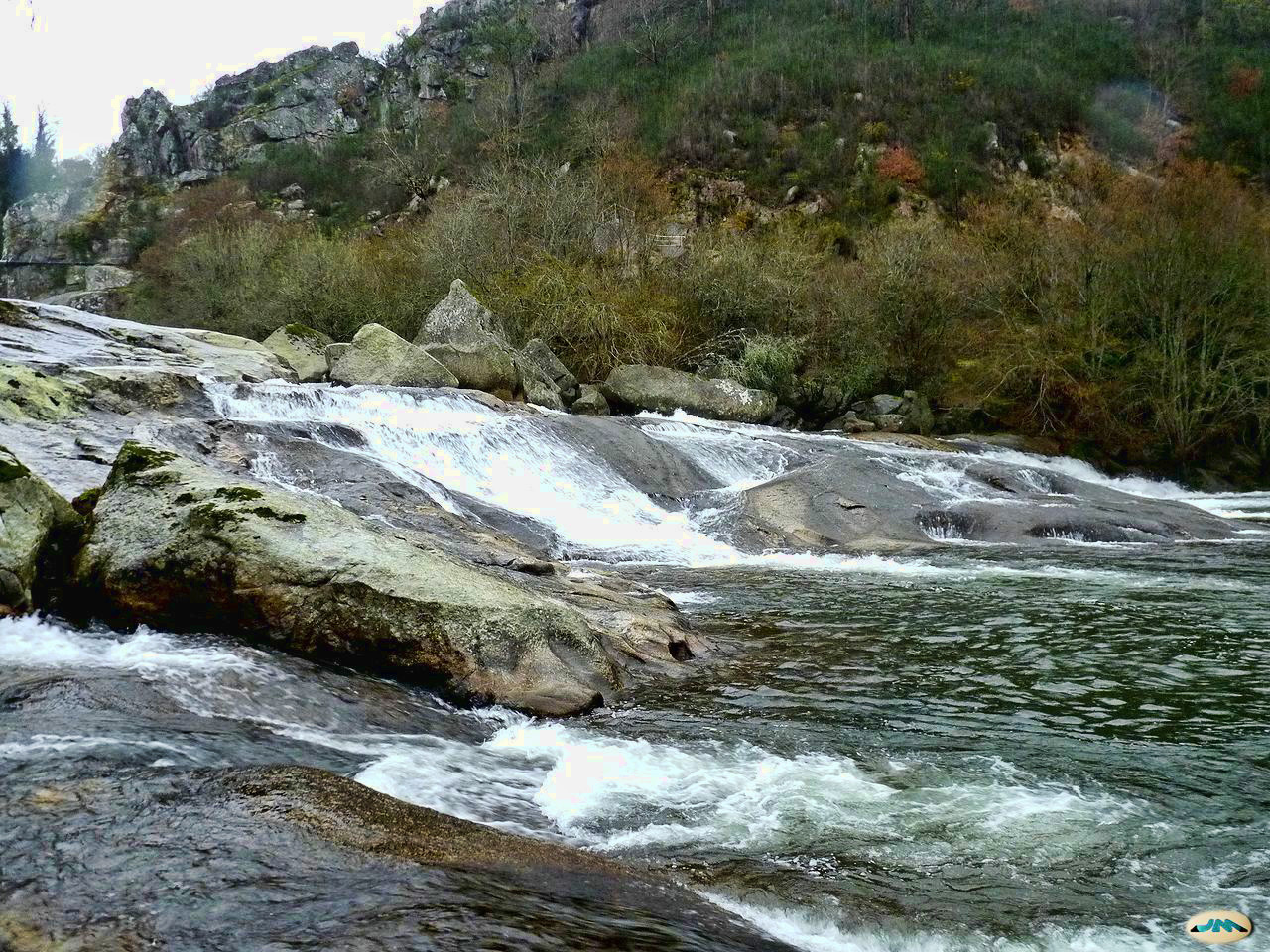
Caldas de Reis

Integrado en la comarca de Caldas, de la que ejerce de capital, se sitúa a 22 kilómetros de Pontevedra. El término municipal está atravesado por la Autopista del Atlántico (AP-9), por las carreteras nacionales N-550 (La Coruña-Tuy) y N-640 (Castropol-Villagarcía de Arosa), por la carretera provincial PO-305, que conecta con Villagarcía de Arosa, y por carreteras locales que permiten la comunicación entre las parroquias y con los municipios vecinos de Valga, Cuntis, Moraña, Portas y Catoira. 
El relieve del municipio está definido por el valle formado por el río Umia y algunos de sus afluentes y arroyos, como el río Bermaña o el río Chain, en el punto donde se origina el valle del Salnés, y por una zona montañosa al noroeste, que tiene su mayor altitud en el monte Xiabre (641 metros).
Caldas de Reyes se sitúa geográficamente en la latitud 42°36′ N y longitud 8° 38,5' oeste. Limita con Cuntis, Moraña, Villagarcía de Arosa, Catoira, Valga, Portas y Villanueva de Arosa. Su superficie es de 68,51 km² y su población asciende a 10 045 habitantes (25 % aproximadamente en el casco urbano).
La altitud oscila entre los 641 metros (monte Xiabre) y los 10 metros a orillas del río Umia. La capital municipal se alza a 23 metros sobre el nivel del mar. 
| Noroeste: Catoira             | Norte: Valga | Noreste: Cuntis |
| Oeste: Villagarcía de Arosa   |              | Este: Cuntis    |
| Suroeste: Villanueva de Arosa | Sur: Portas  | Sureste: Moraña |

## Clima
El clima de Caldas de Reyes es templado y húmedo, con un periodo estival caracterizado por la escasez de lluvias. Temperaturas medias entre 14°/16 °C. y 20 °C. Humedad media anual 80% y precipitaciones 1800-2000 mm con una fuerte reducción en el verano.

## Historia

### Prehistoria
El territorio de la actual Caldas de Reyes ha estado habitado sin interrupción desde la prehistoria hasta nuestros días. Esta continuidad en la ocupación se ha debido a tres factores principales: su localización estratégica (situación en una encrucijada de vías naturales de comunicación entre norte-sur e interior-costa), su clima benigno y los afloramientos de aguas termales.
Todos sus habitantes, a lo largo de las distintas épocas, han dejado en mayor o menor medida restos que dan testimonio de su paso, así tenemos:
De la llamada época del megalitismo (mediados IV milenio a finales del II milenio a. C.), existe gran abundancia de mamoas y petroglifos, destacando entre todos ellos los petroglifos de A Laxe dos Bolos en la parroquia de Saiar.

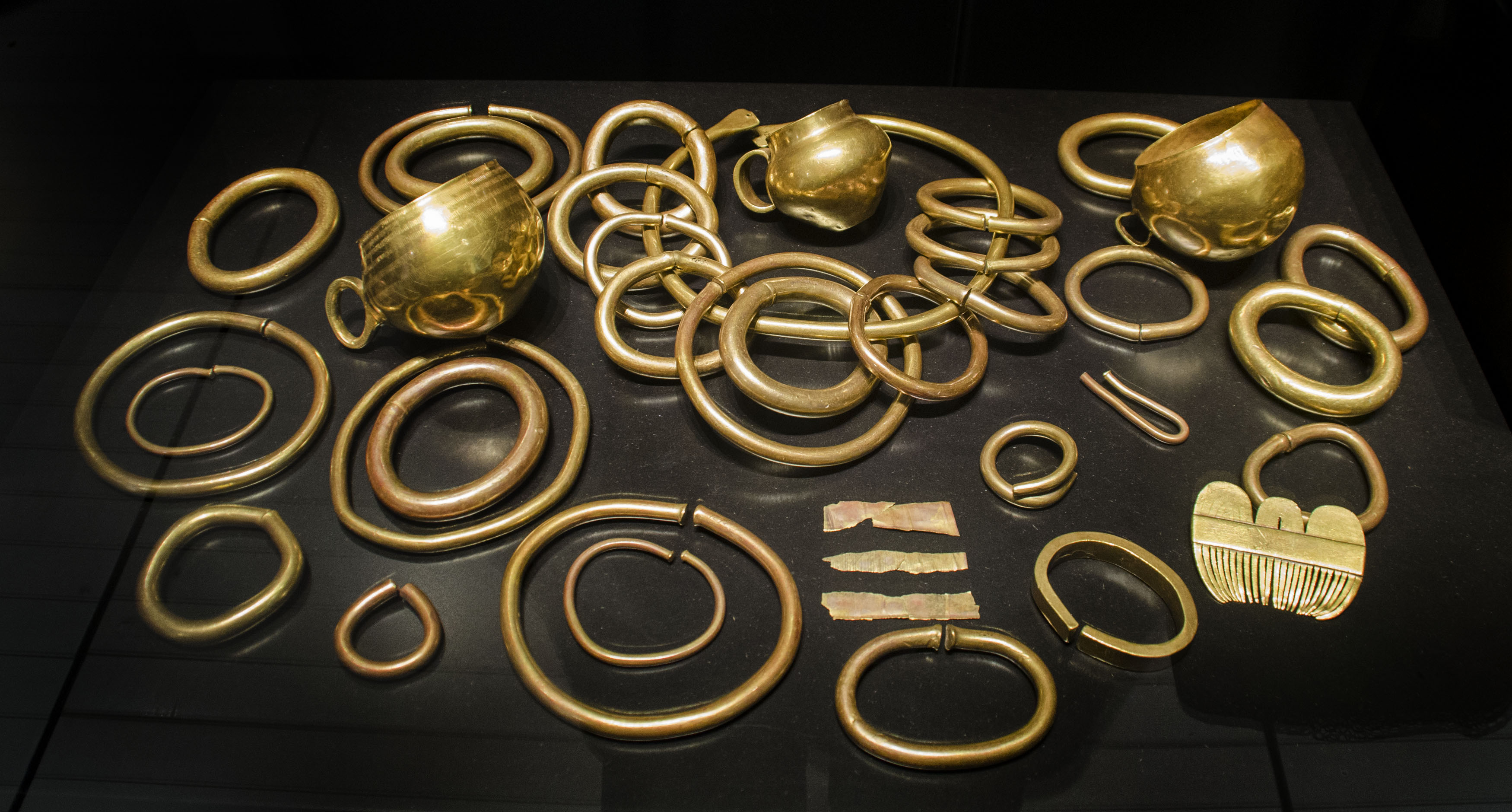
Tesoro de As Silgadas. Museo de Pontevedra

Datado en la Edad del Bronce (1800-1500 a. C.), aparece el conocido como Tesoro de As Silgadas, hallazgo compuesto por gran cantidad de piezas de orfebrería en oro (aros, vasos, peines, etc), del que en la actualidad solo se conservan 41 piezas, con un peso de 13 kg. Es considerado el mayor depósito de piezas de oro de la Edad del Bronce de toda Europa, ya que en un principio el conjunto podría haber llegado a los 25 kg de peso.
Correspondientes a la Edad del Hierro (siglos VII-I a. C.), son también muy numerosos los castros, asentamientos típicos de la cultura castrexa. En el término municipal hay un total de 9 castros catalogados: San Clemente, Asar y Outeiro de Castro en San Clemente, Follente y  Paradela en Bemil, Badoucos en Arcos da Condesa, Monteporreiro en San Andrés y A Xaiba en Saiar.
Destaca entre todos ellos el Castro de Follente, situado en la parroquia de Bemil, siendo este un asentamiento de tamaño considerable (3.2 hectáreas), que conserva en bastante buen estado sus estructuras defensivas y que permaneció ocupado hasta bien entrado el siglo I de nuestra era.
Todos estos castros estaban habitados por los Cilenos, un pueblo galaico, que según Plinio y Ptolomeo llegó a ocupar todas las tierras comprendidas entre los ríos Ulla y Lérez.

### Época Romana
Una vez que los romanos tuvieron totalmente controlada la Gallaecia, en tiempos del emperador Augusto, su primera misión fue estructurar y vertebrar el territorio, siendo para ello fundamentales las calzadas romanas. 
Para la construcción de la más importante de ellas, la llamada vía XIX “item a Bracara Asturicam”, terminada de construir a mediados del siglo I d. C. y que unía las tres principales ciudades de la provincia romana de Gallaecia: Bracara Augusta (Braga), Lucus Augusti (Lugo) y Asturica Augusta (Astorga), utilizaron el trazado natural de la conocida como depresión meridiana, una falla que cruza casi toda Galicia de norte a sur. En medio de ella y en un paso estratégico del río Umia, los ingenieros romanos decidieron instalar una mansio, “punto de parada y fonda” para dar servicios y hospedaje a los que transitaban por vía la XIX. No cabe duda de que en la elección del lugar también influyeron sus afloramientos de aguas termales. 
A esa mansio, como ya se vio,  los romanos le dieron el nombre de  Aquis Celenis o Aquae Celenae, por el pueblo que habitaba la zona y por sus aguas termales. Así es como, a partir de un núcleo viario y termal se formó la incipiente A. Celenis, cuya mención en documentación escrita no aparecerá hasta el msiglo III, cuando en el conocido Itinerario de Antonino, se cita a Aquis Celenis como quinta mansio de la vía XIX, situada entre las de Turoqua (Pontevedra) y Pria (Iria Flavia).
En el mismo itinerario de Antonino aparece otra mención de Aquis Celenis, pero esta vez como mansio de la vía XX o “per loca maritima”, que unía las mismas tres capitales de conventus que la vía XIX, pero su recorrido discurría más cercano al litoral.
Sobre la localización de este Aquis Celenis existe controversia: así autores  como Peña Santos (1991), Caamaño y Naveiro (1991), Vázquez Gómez (1991) y Casado y Fresco (1997), postulan que la actual Caldas de Reyes también sería ese Aquis Celenis de la vía XX. Según estos autores a la altura de Iria/Padrón (ya pasada A. Celenis) la vía XX se separaría de la XIX, para seguir un recorrido más cercano a la costa, uniéndose de nuevo a la vía XIX en Lucus Augusti. 
Sin embargo otros autores más actuales, como César M. González Crespán (2016), consideran que la vía XX es marítima en su parte inicial, por lo que argumenta que la Aquis Celenis de la vía XX, sería la isla de Insua Nova en la desembocadura del río Miño.
Independiente de si fue mansio de una o de dos calzadas romanas, si se sabe que llegó a ser un núcleo de suficiente importancia como para que en él se instalase un destacamento de la Legión X Gemina, con el fin de mantener la seguridad y el orden. Dan fe de ello los restos encontrados de dos lápidas, en cuyas inscripciones se hace referencia a legionarios pertenecientes a la mencionada  X Gemina. Ambas estelas datarían del siglo I d. C., ya que se sabe que sobre el año 70 d. C., la X Gemina abandonó Gallaecia con destino a Germania.
Hasta principios del siglo V, no volvemos a tener información escrita sobre A. Celenis, pero es obvio que el núcleo romano fue creciendo poco a poco en población e importancia económico-social, hasta que en las actas del primer concilio de Toledo, celebrado entre los años 397-400, se menciona entre sus asistentes al obispo Exuperantius de la sede episcopal del municipius Celenis.
Este fue sin duda, su momento de mayor relevancia social, política y religiosa, ya que como se ve, llegó a ostentar la categoría de sede episcopal y al mismo tiempo parece que  también la de municipium romano, con todas las ventajas y obligaciones que eso podía acarrear para sus habitantes.

### Edad Media
Durante unos 150 años (400-561) A. celenis consiguió mantener su sede episcopal, pero en pleno dominio Suevo y como se puede constatar en el I Concilio de Braga, celebrado en el año 561, ya no aparece ningún obispo enviado desde A. Celenis, nombrándose sin embargo en sus actas, al obispo Andrés proveniente de la sede de Iria Flavia.
El declive queda ya totalmente constatado, en el conocido como Parroquial Suevo del año 569, en el que el rey suevo Teodomiro reorganiza la estructura eclesiástica de su reino, apareciendo en él la iglesia de los Celenos como una simple “ecclesia” de la sede iriense.
En esta caída en desgracia del obispado caldense, tuvo mucho que ver la fuerte implantación del priscilianismo en su demarcación y la gran importancia que iba alcanzando el naciente puerto de Padrón (perteneciente a Iria Flavia).
Si en algo consuela a los Caldense, hay que destacar que poco más de 500 años después, en 1095, Iria sufriría la misma degradación en favor de Santiago de Compostela.

### Priscilianismo
El priscilianismo fue una de las primeras herejías que se dieron en el seno de la Iglesia católica, extendiéndose con mucha fuerza en Gallaecia y sobremanera en las tierras de Caldas, donde sus adeptos llegaron a tener poder suficiente como para deponer y expulsar a su obispo. Así lo atestiguan las actas del ya mencionado I concilio de Toledo, en las que consta que al concilio asiste el obispo sustituto Exuperacio, ya que el titular, al que da el nombre de Ortigio, había sido expulsado de su sede y enviado al exilio por los herejes priscilianistas de su diócesis.
Desde este hecho de mediados del siglo VI, pasarán muchas centurias sin que se registren menciones importante de Aquis Celenis.	 
No será hasta principios del siglo XII, cuando Kalidas (topónimo de la época) se vuelva a colocar en el mapa, al ser el lugar de nacimiento de Alfonso Reimundez, hijo de los Condes de Galicia: la infanta Urraca Alfonsez y su marido Raimundo de Borgoña, cuando se encontraban en el palacio residencial que tenían a orillas del río Bermaña.	 
Años más tarde Urraca, hija de Alfonso VI, llegaría a ser reina de León y Castilla y su hijo  sería conocido como Alfonso VII El Emperador.	 
En un principio las tierras de Caldas eran realengos, es decir, tierras de propiedad real. Sin embargo, debido al interés que el arzobispado de Santiago tenía en aumentar sus posesiones y a que los reyes medievales eran muy dados a hacer generosas donaciones, hicieron que a mediados del siglo XIII, la villa de Caldas de Reis y sus posesiones fueran ya en su totalidad propiedad de la mitra arzobispal, convirtiéndose en villa de abadengo. Esta condición quedó patente en el fuero otorgado por el arzobispo Juan Arias del año 1254, en el que para consolidar su población y atraer a más habitantes a la villa, la iglesia exime a sus pobladores de pagar muchos de los impuestos de la época (luctuosa, gayosa, movicio, maniádigo, fonsadera, etc).
Otro de los factores que dieron cierta importancia y desarrollo a la villa caldense, a partir del los siglos XII y XII,  fue el aumento paulatino de la tradición jacobea y la peregrinación a Santiago de Compostela. Así, al trasiego de mercancías que ya circulaban por el trazado de la antigua calzada romana, se iban  sumando ahora los peregrinos que siguiendo el Camino portugués, caminaban en dirección a Santiago.

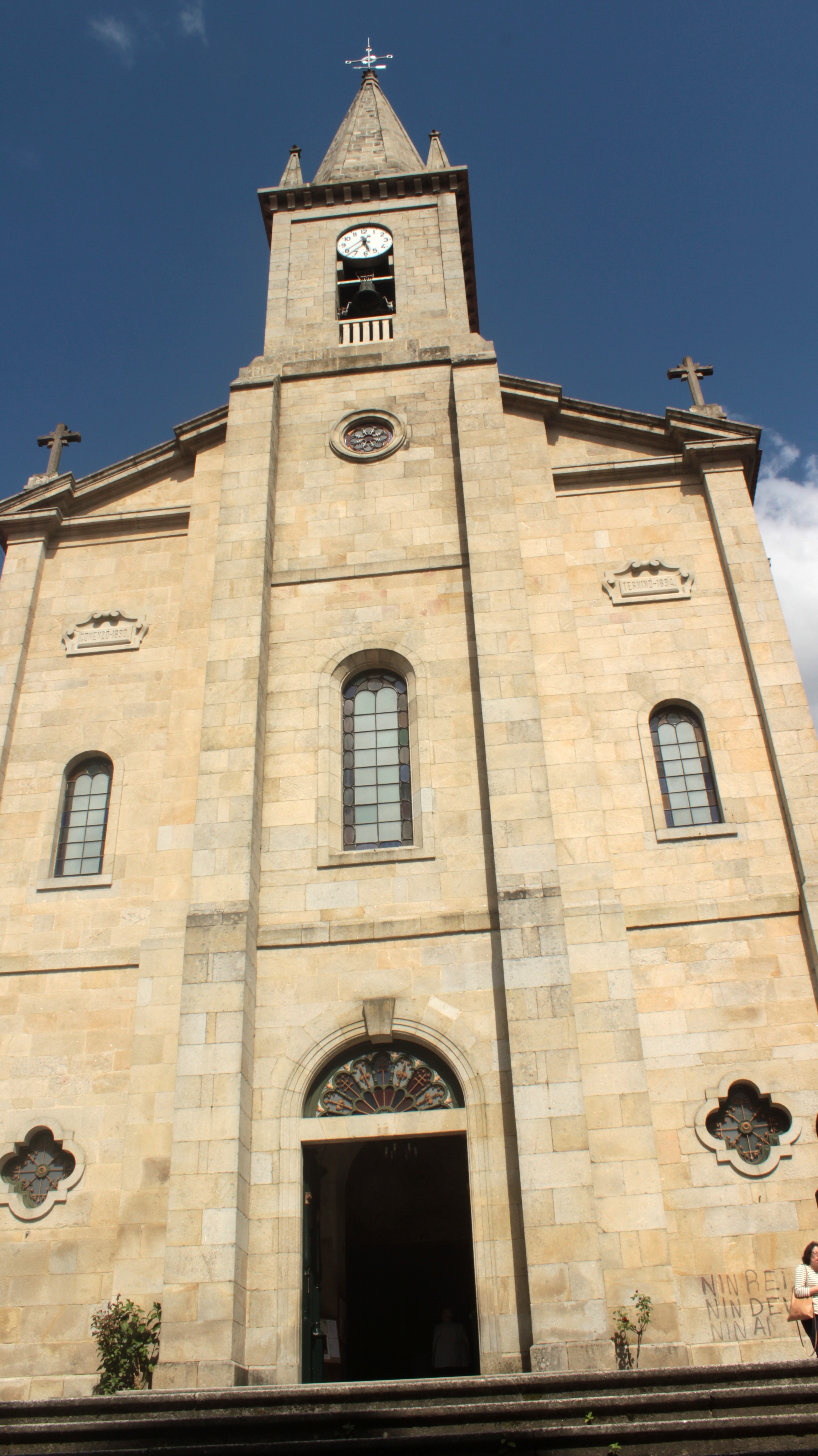
Fachada iglesia de Santo Tomás

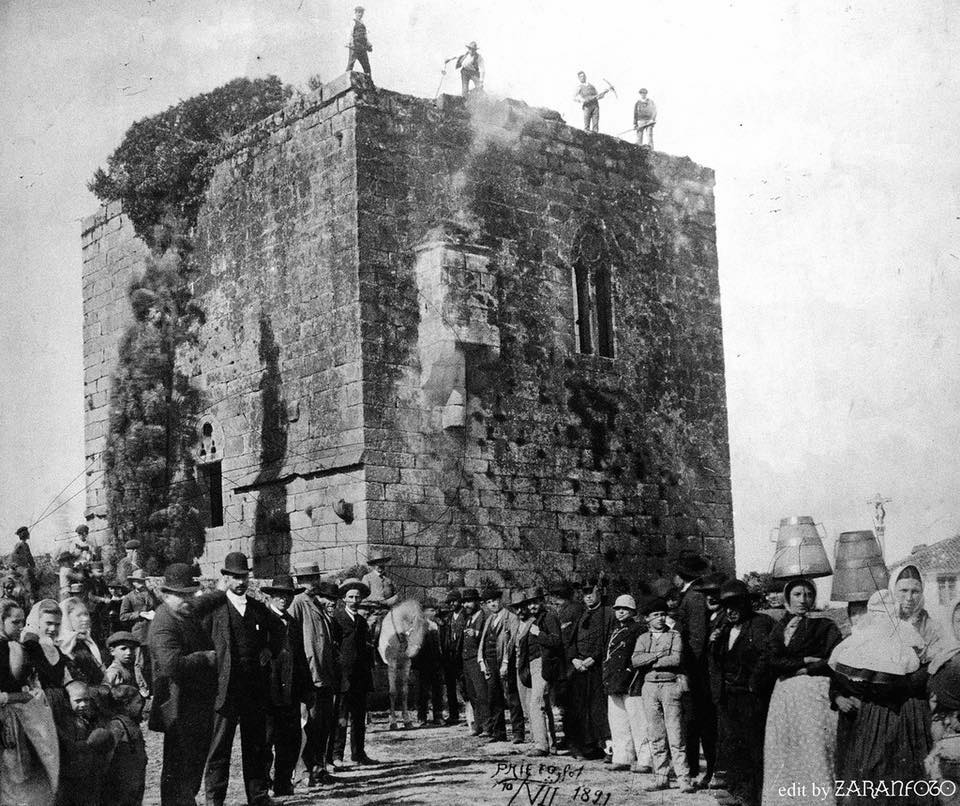
Torre Doña Urraca

Se tiene conocimiento que en el siglo XV existía un hospital de peregrinos, que se encontraba en un lugar próximo al actual emplazamiento de la iglesia de Santo Tomás.
Como uno de los primeros y más importantes peregrinos que pernoctaron en Caldas, cabe destacar a Tomás Becket, el que fuera arzobispo inglés y más tarde santo, quien allá por el 1167, peregrinó a Santiago siguiendo el camino de la costa y pernoctando en la villa.
En honor a él, siete siglos después de su paso, se erigió la nueva iglesia parroquial de Santo Tomás, siendo la única de Galicia dedicada al santo.

### Edad Moderna
En 1581 el rey Felipe II, con el permiso papal y para financiar su costosa política exterior, procede vender infinidad de jurisdicciones de la iglesia, encontrándose entre ellas la villa de Caldas.
Según aparece en documentación, los vecinos, por mediación o intercesión de Pedro Bermúdez de Castro (señor de la Casa de As Silgadas), compran los derechos de la villa al rey, por la cantidad de 3.526.255 maravedies, pasando así Caldas de Reis a ser nuevamente villa de realengo.
El arzobispado, no obstante, seguirá manteniendo la propiedad y derechos sobre el antiguo palacio conocido como Torre de Doña Urraca.
De la referida torre volveremos a tener noticias cuando, en el año 1674 (siglo XVII), la mitra arzobispal se la cede a Alonso Troncoso de Lira y Sotomayor (canónigo de la catedral de Santiago y contador del Santo Oficio en Galicia), pasando así la torre a ser usada como sede de la administración de justicia en Caldas.
A partir de aquí la torre irá pasando de unas manos a otras comenzando así su declive.

### Edad Contemporánea
Ya a mediados del siglo XIX, y tras la desamortización de Mendizabal, la torre acabará siendo comprada por el ayuntamiento, que usará sus terrenos para la celebración del mercado semanal (en la actualidad aun se sigue celebrando en el conocido como Campo da Torre) y durante algún tiempo sus edificios incluso llegaron a ser dedicados a matadero.
Su historia termina definitivamente en el año 1891, siendo derribada para usar sus piedras en la construcción de la iglesia parroquial de Santo Tomás.

### Termalismo
Si el  desarrollo de Caldas ha estado ligado a su condición de núcleo viario, no podemos obviar que las aguas termales también tuvieron gran importancia para su crecimiento, sobre todo desde finales del siglo XVIII hasta la actualidad.
Así en el diccionario Madoz de 1845 ya se hace mención a que en la villa existen diversas fuentes termales de aguas sulfurosas, que son conducidas a un baño público y descubierto. Además según consta ya existían las dos “casas de baños”, que todavía siguen en funcionamiento en la actualidad, que son la casa Dávila y Acuña.
La casa de baños Dávila, que posiblemente se encuentre sobre los restos de las antiguas termas y baños romanos, fue mandada construir por Joaquín Davila Mariño en 1780 y la casa Acuña, cuyo promotor fue Pedro Acuña Malvar, se comenzó a construir en el año 1893 pero, por diversas causas, su construcción se quedó a medias, hasta que en el año 1906 se terminó, pudiendo abrir completamente al público.

## Geografía humana

### Organización territorial
El municipio está formado por setenta y cinco entidades de población distribuidas en nueve parroquias:
- Arcos da Condesa (Santa Marina P.)[31]
- Caldas de Reyes (Santo Tomás P. y Santa María P.)[29][32]
- Carracedo (Santa Marina P.)[33]
- César (San Andrés)[29][34]
- Godos (Santa María P.)[35]
- San Clemente de César[28][29][34]
- Santa María de Afuera P. de Caldas de Reyes[36]
- Sayar[29] (San Esteban P.)[37]
- Vemil[29] (Santa María P.)[38]

### Demografía
Cuenta con una población de 9614 habitantes (INE 2024).
| Gráfica de evolución demográfica de Caldas de Reis entre 1842 y 2021 |
| |
| Población de derecho según los censos de población del INE Población de hecho según los censos de población del INEEn estos censos se denominaba Caldas: 1842, 1857 y 1860 En estos censos se denominaba Caldas de Reyes: 1877, 1887, 1897, 1900, 1910, 1920, 1930, 1940, 1950, 1960, 1970 y 1981 Entre el censo de 1897 y el anterior, crece el término del municipio porque incorpora a 36508 (Sayar) |

### Actividad económica
Se fue diversificando en los últimos años, pasando del predominio agrícola a un mayor peso del sector servicios (40%) e industrial (30%). Por sectores podemos destacar lo siguiente:

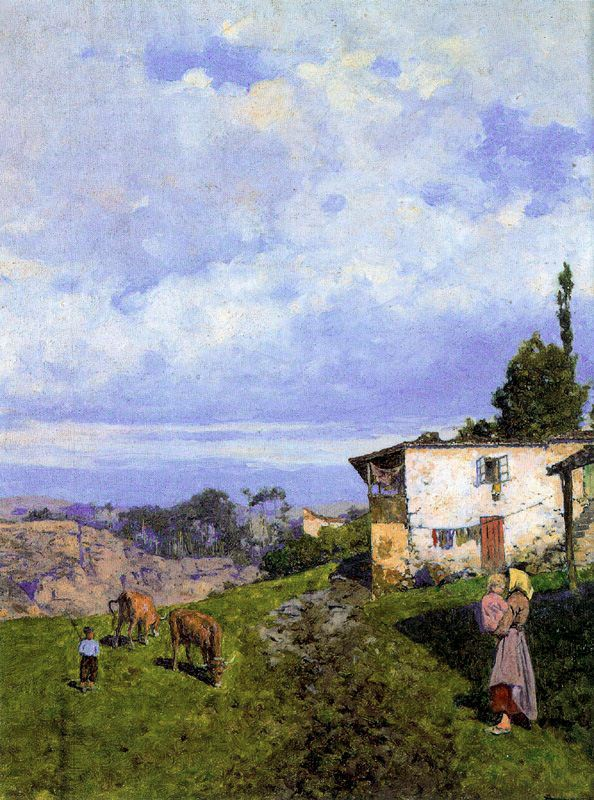
Caldas de Reyes hacia 1907 en una pintura de Serafín Avendaño

- Turismo Termal: la villa cuenta con dos balnearios de agua termal que son la imagen más famosa de Caldas. El Balneario Davila y el Acuña.
- Turismo peregrino: el camino portugués a Santiago de Compostela atraviesa la zona vieja de la villa.
- Actividades "tradicionales": destacan los canteros de San Clemente y los "campaneiros" de Arcos da Condesa.
- Mercado ferial: todos los lunes se celebra en la calle Real, Fermín García Díaz y Campo da Torre.
- Plaza de Abastos: abierta todos los días de la semana. Destaca por las variedades de pescados y mariscos frescos, carnes, verduras, flores y frutas.
- Comercio: existen más de 70 pequeños comercios minoristas distribuidos por la villa a lo largo de las principales calles, sobre todo en la calle Real, que es el verdadero corazón comercial e histórico de la villa.
- Actualmente la mayoría de comerciantes de Caldas integran la "Asociación de Comerciantes" que promueve la actividad comercial en Caldas bajo el lema "Lo tienes todo y... paseando". Desde el martes 11 de enero de 2000, la calle Real es peatonal.
- Industria: un dato a destacar es la facturación superior a los 14.000 millones de pesetas de las tres primeras empresas del ranking local: Clesa, Foresa y Clavo (catalogadas como grandes empresas al superar los mil millones de facturación anuales). También es importante mencionar que son 28 las empresas que facturan más de 50 millones al año, que sumadas, asciende a 18.000 millones, dato que hace de Caldas la tercera villa en la lista de municipios más industriales del entorno de Pontevedra, detrás de Poyo y Marín, y sin tener en cuenta la capital (Pontevedra). Sin embargo la situación empresarial de Caldas se contradice con la ausencia de un polígono industrial claramente definido. La posición industrial obedece, entre otras razones, a la "situación geográfica" en el eje de comunicaciones entre Vigo y La Coruña, con ferrocarril y puertos cercanos.
- Agricultura: cereales, maíz y patatas.
- Ganadería: vacuno y porcino.

## Río y parque jardín

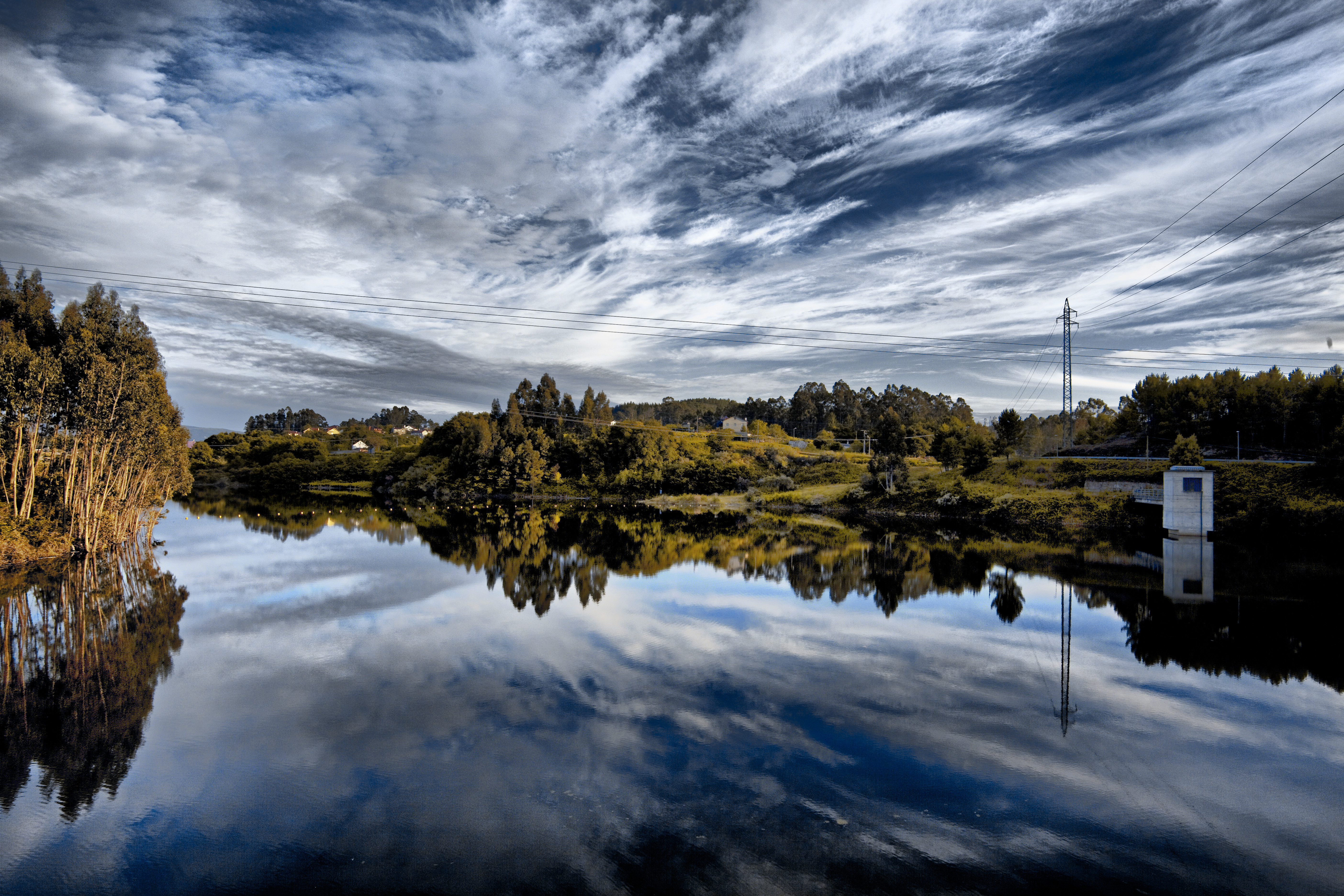
El río Umia en el término municipal

La villa está atravesada por el río Umia, que tiene una abundante red de afluentes y pequeños regatos con gran riqueza pesquera y potencial de riego. En la ribera del Umia, en pleno centro de Caldas, podemos encontrar uno de los parajes con más atractivos para el turista. Se trata del jardín centenario, con unas sesenta especies de árboles y arbustos de los cinco continentes. Está considerado uno de los conjuntos botánicos más interesantes de la provincia, disfrutando del galardón de "Paraje Pintoresco" desde 1962. Aguas arriba (a unos 2 km), el río alcanza su máxima belleza con una gran cascada, en peligro de destrucción por la ejecución del proyecto del embalse.

## Cultura
El festival Cultura Quente ha celebrado ya quince ediciones en esta localidad, un encuentro en el que actúan grupos de música de rock, indie y otros estilos. El festival se organiza con el apoyo del Ayuntamiento y de la Asociación Cultural Radio Caldas.

## Política municipal
| Resultado elecciones municipales de 2019 en Caldas de Reyes |       |            |            |
| Nombre                                                      | Votos | Porcentaje | Concejales |
| Partido de los Socialistas de Galicia                       | 2396  | 42.85 %    | 6          |
| Partido Popular de Galicia                                  | 2225  | 39.79 %    | 5          |
| Bloque Nacionalista Gallego                                 | 915   | 16.36 %    | 2          |